# المنضاح (السدة)

تعديل مصدري - تعديل

المنضاح هي إحدى قرى عزلة وادي حجاج بمديرية السدة التابعة لمحافظة إب، بلغ تعداد سكانها 434 نسمة حسب تعداد اليمن لعام 2004.